# Miva Schweiz

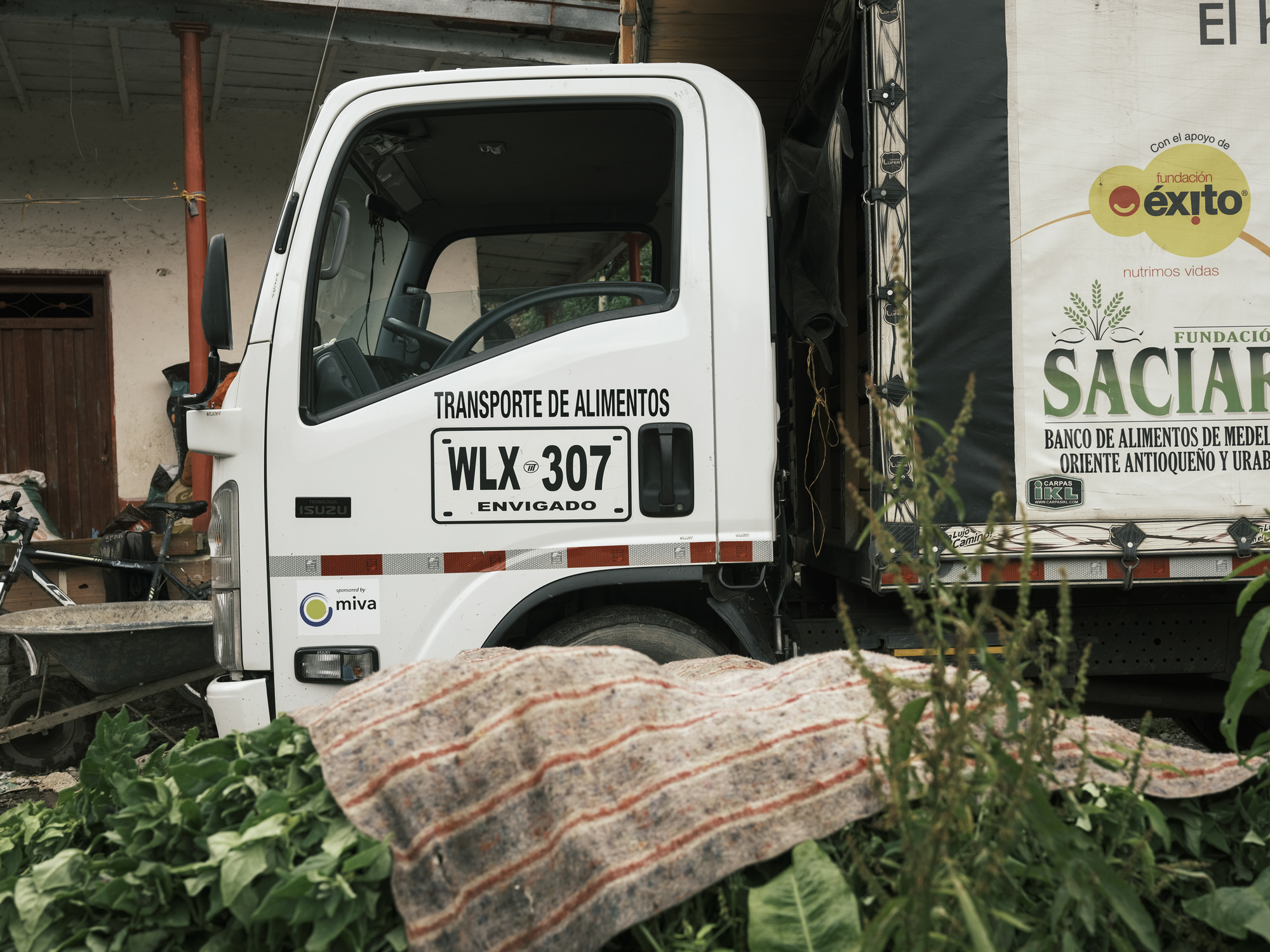
Von Miva Schweiz finanzierter Lastwagen in Kolumbien

Miva Schweiz (eigene Schreibweise: miva Schweiz) ist eine Entwicklungshilfeorganisation mit Sitz im schweizerischen Wil. Der eingetragene Verein fördert und finanziert Transport- und Kommunikationsmittel in armen Ländern. Die Arbeitsschwerpunkte liegen in Afrika, Lateinamerika und Asien.

## Geschichte
Der Vorläufer von Miva Schweiz entstand 1927 in Deutschland. Dort gründete Pater Paul Schulte die Missions-Verkehrs-Arbeitsgemeinschaft, die sich zum Ziel setzte, Fahrzeuge und Flugzeuge in Armutsregionen zu fördern. Nach diesem Vorbild gründete eine katholische Studentengruppe 1932 in Einsiedeln die Schwesterorganisation Miva Schweiz. Das Hilfswerk, das zu den ältesten der Schweiz zählt, wurde 28 Jahre lang von Pater Friedrich Ziegler geleitet. In Österreich besteht das von Schulte gegründete Hilfswerk unter dem ursprünglichen Namen Missions-Verkehrs-Arbeitsgemeinschaft fort und befindet sich dort in kirchlicher Trägerschaft.

## Hilfsprojekte
Das Hilfswerk finanziert mit Spendengeldern zum einen Transportmittel wie Geländewagen, Fahrräder oder Lasttiere, zum anderen Kommunikationstechnik wie Computer und Funkanlagen. Die Arbeit wird von der Schweizer Bischofskonferenz unterstützt. Im Jahr 2023 förderte Miva Schweiz internationale Projekte in zwölf Schwerpunktländern. Projektziele sind unter anderem die Verbesserung der Ernährungssicherheit, Gesundheit, Bildung sowie der Menschenrechtslage.
Bei der jährlichen Aktion Kilometer-Rappen ruft Miva Schweiz dazu auf, für jeden selbst gefahrenen Kilometer einen Rappen an Miva zu spenden. Die Aktion ist inspiriert von der Legende des Christopherus, der als Schutzheiliger der Reisenden gilt.